# Arqa
Arqa of  Irqata of  Arqat of  Arca Caesarea is een archeologische plaats in Noord-Libanon, gelegen in het district Akkar.

## Geschiedenis
Het was de geboortestad van de Romeinse keizer Severus Alexander (208-235). Later werd het een bisschopstad voor de Latijnse- en Maronitische Kerk. Tijdens de Kruistochten was het een belangrijke burcht op de weg van Tripoli naar Tartous en Homs.